# Botryobasidium asterosporum
Botryobasidium asterosporum ist eine Ständerpilzart aus der Familie der Traubenbasidienverwandten (Botryobasidiaceae). Sie bildet resupinate, spinnwebartige Fruchtkörper aus, die auf Totholz von Formosa-Tannen wachsen. Das Verbreitungsgebiet von Botryobasidium asterosporum umfasst Taiwan. Eine Anamorphe der Art ist nicht bekannt.

## Merkmale

### Makroskopische Merkmale
Botryobasidium asterosporum besitzt weiße bis hell ockerne, gespinstartige und dünne Fruchtkörper, die resupinat (also vollständig anliegend) auf ihrem Substrat wachsen und unter der Lupe leicht netzartig erscheinen.

### Mikroskopische Merkmale
Wie bei allen Traubenbasidien ist die Hyphenstruktur von Botryobasidium asterosporum monomitisch, besteht also ausschließlich aus generativen Hyphen, die sich rechtwinklig verzweigen. Die Basalhyphen sind gelblich, meist 10 µm breit, dickwandig und nicht inkrustiert. Die 5–9 µm dicken Subhymenialhyphen sind ebenfalls gelblich und dünnwandig. Die Art verfügt wie fast alle Traubenbasidien nicht über Zystiden, allerdings über Schnallen an den meisten Septen. Die viersporigen Basidien der Art wachsen in Nestern, werden 20–25 × 8–10 µm groß und subzylindrisch. Die Sporen sind kugelig bis annähernd kugelig und meist 4–6 × 4–5 µm groß. Sie sind gelblich, mit bis zu 5 µm langen Stacheln besetzt und dünnwandig.

## Verbreitung
Das bekannte Verbreitungsgebiet von Botryobasidium asterosporum umfasst nur Taiwan.

## Ökologie
Botryobasidium asterosporum ist ein Saprobiont, der auf dem morschen Totholz von Formosa-Tannen (Abies kawakamii) wächst. Die Art wurde in gemischten Wäldern mit der Chinesischen Hemlocktannen (Tsuga chinensis) gefunden.